# Shingeki! Kyojin Chūgakkō
Shingeki! Kyojin Chūgakkō (進撃！巨人中学校?   traducción «Titán de ataque: Secundaria»), es una serie de manga de comedia escrita e ilustrada por Saki Nakagawa y publicada por la editorial Kōdansha. Es una parodia del popular manga Shingeki no Kyojin de Hajime Isayama. La adaptación a serie de anime comenzó el 4 de octubre de 2015 y finalizó el 20 de diciembre de ese mismo año. La serie fue reestrenada durante enero de 2016.

## Argumento
La historia es una parodia de Shingeki no Kyojin, mostrando versiones jóvenes (chibi) de los personajes mientras estos asisten a la "Clase 1-04" en el Instituto Titán (進撃中学校). Se centra en las divertidas aventuras de los personajes a medida que cursan su primer año de secundaria.

## Personajes

### Estudiantes de1.eraño
Eren Jeager (エレン・イェーガー Eren Yēgā?)
Voz por: Yūki Kaji, Bryce Papenbrook (Inglés)
Eren es un entusiasta estudiante de 1.er año que disfruta de comer hamburguesas con queso. Abriga un intenso odio hacia los titanes debido a un incidente en el cual el Titán Colosal (quien es el director del instituto) robó su almuerzo y, por ende, siente la necesidad de romper las reglas escolares con el fin de eliminar a todos los titanes en el mundo. Mientras que no posee la fuerza de Mikasa o la inteligencia de Armin, su ambición de exterminar a los titanes le lleva a completar y superar sus metas, así como también sorprender a sus compañeros de clase con su pasión y perseverancia.
Mikasa Ackerman (ミカサ・アッカーマン Mikasa Akkāman?)
Voz por: Yui Ishikawa, Trina Nishimura (Inglés)
Mikasa es una joven fuerte y estoica que no parece temerle a nada y se encuentra en constante control de sus emociones. Esta enamorada de Eren y por eso ella se muestra muy protectora hacia él, hasta el poco saludable punto en el cual se deprime y todas sus capacidades bajan considerablemente de nivel cuando ha estado alejada de él por un período de tiempo.
Armin Arlert (アルミン・アルレルト Arumin Arureruto?)
Voz por: Marina Inoue, Josh Grelle (Inglés)
Armin es un joven inteligente y habilidoso pero muy friolero, razón por la cual siempre usa un futón sobre su cabeza para evitar enfermarse o contraer un resfrío. Es buen amigo de Eren y Mikasa, quienes casi siempre están a su lado y lo protegen. A pesar de su baja autoestima, su intelecto a menudo sirve para ayudar a sus amigos a salir de situaciones difíciles.
Jean Kirstein (ジャン・キルシュタイン Jan Kirushutain?)
Voz por: Kishō Taniyama, Mike McFarland (Inglés)
Jean es un joven egoísta e egocéntrico, cuya principal preocupación en la escuela es volverse popular entre las chicas. Está enamorado de Mikasa y con frecuencia entra en conflictos con Eren.
Marco Bott (マルコ・ボット Maruko Botto?)
Voz por: Ryōta Ōsaka, Austin Tindle (Inglés)
Marco es un estudiante amable y buen amigo de Jean, por quien siempre hace todo lo posible para ayudar. En el episodio 10 se convierte en el presidente del consejo estudiantil.
Reiner Braun (ライナー・ブラウン Rainā Buraun?)
Voz por: Yoshimasa Hosoya, Robert McCollum (Inglés)
Reiner es un estudiante musculoso a quien siempre se le ve junto a su mejor amigo, Bertolt. En numerosas ocasiones trata de ayudar a Bertolt a encontrar una novia, pero ya sea por los demás u otra razón, sus intentos siempre fallan miserablemente. Está enamorado de Krista y trata de cortejarla a toda costa.
Bertolt Hoover (ベルトルト・フーバー Berutoruto Fūbā?)
Voz por: Tomohisa Hashizume, David Matranga (Inglés)
Bertolt es un estudiante alto y callado, mejor amigo de Reiner. Adora esculpir formas en caramelos como pasatiempos y se sabe que tiene un fuerte crush en Annie, pero su timidez le ha impedido invitarla a salir.
Annie Leonhart (アニ・レオンハート Ani Reonhāto?)
Voz por: Yū Shimamura, Lauren Landa (Inglés)
Annie es una joven introvertida y seria, cuya fuerza rivaliza con la de Mikasa. Al igual que Eren, ama comer hamburguesas con queso.
Connie Springer (コニー・スプリンガー Konī Supuringā?)
Voz por: Hiro Shimono, Clifford Chapin (Inglés)
Connie es un estudiante amante de los deportes aunque un poco distraído. A pesar de su personalidad optimista, es bastante tonto y siempre obtiene cero en sus exámenes.
Sasha Braus (サシャ・ブラウス Sasha Burausu?)
Voz por: Yū Kobayashi, Ashly Burch (Inglés)
Sasha es una divertida joven con un gran amor por la comida, quien pasa la mayor parte de su tiempo pensando en comer.
Christa Lenz (クリスタ・レンズ Kurisuta Renzu?)
Voz por: Shiori Mikami, Bryn Apprill (Inglés)
Krista es una muchacha pequeña, amable y de buen corazón. Es muy querida por sus compañeros, hasta el punto de que muchos (especialmente Reiner y Ymir) expresan sus deseos de querer casarse con ella.
Ymir (ユミル Yumiru?)
Voz por: Saki Fujita, Elizabeth Maxwell (Inglés)
Ymir es amiga cercana de Krista. Está enamorada de Krista y se muestra muy protectora hacia ella en todo momento, y abiertamente expresa su deseo de querer casarse con ella.
Thomas Wagner (トーマ・ワグナー Tōmasu Wagunā?)
Voz por: Shigeyuki Susaki, Duncan Brannan (Inglés)
Thomas es uno de los compañeros de clase de Eren.
Mina Carolina (ミーナ・カロライナ Mīna Karoraina?)
Voz por: Chika Anzai, Alexis Tipton (Inglés)
Mina es una de las compañeras de clase de Eren.
Hannah Diamant (ハンナ・ディアマント Hanna Diamanto?)
Voz por: Megumi Satō, Tia Ballard (Inglés)
Hannah es una compañera de clase de Eren. Casi siempre se la ve abrazada a su novio, Franz, en lugar de prestar atención al entorno que les rodea.
Franz Kefka (フランツ・ケフカ Furantsu Kefuka?)
Voz por: Kenta Ōkuma, James Chandler (Inglés)
Franz es otro de los compañeros de clase de Eren. Casi siempre se la ve abrazado a su novia, Hannah, en lugar de prestar atención al entorno que les rodea.
Hitch Dreyse (ヒッチ・ドリス Hitchi Dorisu?)
Voz por: Akeno Watanabe, Brittney Karbowski (Inglés)
Hitch es una amiga del club de Annie y le gusta burlarse de su compañero de clase, Marlowe. Aunque ella lo niega, ama con locura a los gatos.
Marlowe Freudenberg (マルロ・フロイデンベルク Maruro Furoidenberuku?)
Voz por: Tomokazu Sugita, Todd Haberkorn (Inglés)
Marlowe es un compañero del club de Annie.

### Estudiantes de 2.º año
Petra Ral (ペトラ・ラル Petora Raru?)
Voz por: Natsuki Aikawa, Caitlin Glass (Inglés)
Petra es un miembro del club secreto de Exploradores. Es una persona agradable y amable con los estudiantes de primer año, pero es muy sarcástica con su colega, Oluo.
Oluo Bozado (オルオ・ボザド Oruo Bozado?)
Voz por: Shinji Kawada, Chris Smith (Inglés)
Es un miembro del club secreto de Exploradores. Es bastante es narcisista y orgulloso, y tiende a morderse la lengua con frecuencia.
Eld Jinn (エルド・ジン Erudo Jin?)
Voz por: Susumu Chiba, Vic Mignogna (Inglés)
Es un miembro del club secreto de Exploradores.
Günther Schultz (グンタ・シュルツ Gunta Shurutsu?)
Voz por: Susumu Chiba, Vic Mignogna (Inglés)
Es un miembro del club secreto de Exploradores.
Rico Brzenska (リコ・ブレツェンスカ Riko Buretsensuka?)
Voz por: Michiko Kaiden, Morgan Garrett (Inglés)
Es la líder del Club de Limpieza de Muros (club al que Eren y sus amigos se vieron obligados a unirse), y se encarga de limpiar los grafitis pintados en estos por los titanes. Rico enseña a los novatos cómo escalar los muros usando el equipo de maniobra tridimensional.
Ian Dietrich (イアン・ディートリッヒ Ian Dītorihhi?)
Voz por: Yūya Murakami, Garret Storms (Inglés)
Es uno de los compañeros de Rico y líder adjunto del Club de Limpieza de Muros.

### Estudiantes de3.eraño
Levi Ackerman (リヴァイ・アッカーマン Rivai Akkāman?)
Voz por: Hiroshi Kamiya, Matthew Mercer (Inglés)
Levi es el líder del club secreto de Exploradores. Tiene fama de ser "el hombre más fuerte del mundo", siendo capaz de derrotar a un titán solo con un golpe de su abanico de papel. Está obsesionado con la limpieza y le molesta la suciedad.
Hange Zoë (ハンジ・ゾエ Hanji Zoe?)
Voz por: Romi Park, Jessica Calvello (Inglés)
Es un compañero de clases de Levi y subdirector del club secreto de Exploradores. Su género es ambiguo. Se muestra muy emocionado acerca de cualquier cosa relacionada con el estudio de los titanes, cosa que a menudo molesta de Levi, quien lo llama por el apodo de "anormal" o "cuatro ojos".
Mike Zacharius (ミケ・ザカリアス Mike Zakariasu?)
Voz por: Kenta Miyake, Jason Douglas (Inglés)
Es un estudiante de tercer año y miembro del club secreto de Exploradores. Tiene un peculiar hábito de oler a los estudiantes nuevos.
Moblit Berner (モブリット・バーナー Moburitto Bānā?)
Voz por: Rintarō Nishi, Jerry Jewell (Inglés)
Es un estudiante miembro del club secreto de Exploradores. A menudo se muestra asustado y frustrado por el comportamiento excéntrico e imprudente de Hange sobre los titanes.
Ilse Langnar (イルゼ・ラングナー Iruze Rangunā?)
Voz por: Sachi Kokuryū, Marissa Lenti (Inglés)
Es una estudiante de tercer año que forma parte del club de periodismo y constantemente se la ve anotando notas en su diario personal.

### Personal del Instituto Titán
Keith Shadis (キース・シャーディス Kīsu Shādisu?)
Voz por: Tsuguo Mogami, Patrick Seitz (Inglés)
Es el estricto e intimidante profesor de la clase 1-04. También es un buen amigo del padre de Eren, Grisha.
Erwin Smith (エルヴィン・スミス Eruvin Sumisu?)
Voz por: Daisuke Ono, J. Michael Tatum (Inglés)
Es un profesor del Instituto Titán y miembro de la junta de maestros. También es el consejero del club secreto de Exploradores.
Hannes (ハンネス Hannesu?)
Voz por: Keiji Fujiwara, David Wald (Inglés)
Es el conserje del Instituto Titán, y también el consejero del Club de Limpieza de Muros. Es un buen amigo de la madre de Eren, Carla.
Darius Zackly (ダリス・ザックレー Darisu Zakkurē?)
Voz por: Hideaki Tezuka, John Swasey (Inglés)
Es el líder de la junta de maestros, y el director del sector humano del Instituto Titán.

## Contenido de la obra

### Manga
Saki Nakagawa comenzó a publicar Attack on Titan: Junior High en la edición de mayo de la revista de la editorial Kōdansha, Bessatsu Shōnen Magazine, el 9 de abril de 2012. Un volumen especial fue publicado en la revista mensual Gekkan Shōnen Sirius el 25 de marzo de 2014. El manga ha sido licenciado para su publicación en Norteamérica por Kodansha Comics USA. Actualmente cuenta con un total de once volúmenes, diez de los cuales han sido republicados en Inglés. El último tomo fue publicado en la edición de agosto de la revista, el 9 de julio de 2016.

### Anime
Una adaptación a serie de anime fue anunciada en julio de 2015. La serie fue dirigida por Yoshihide Ibata y escrita por Midori Gotou, y fue producida por el estudio Production I.G. La música fue compuesta por Asami Tachibana y el diseño de los personajes estuvo a cargo de Yuuko Yahiro. El tema de apertura es Youth is Like Fireworks (青春は花火のように Seishun wa Hanabi no Yō ni?) por la banda Linked Horizon, mientras que el tema de cierre es Ground's Counterattack (反撃の大地 Hangeki no Daichi?), interpretado por los actores de voz de Eren, Mikasa, y Jean; Yūki Kaji, Yui Ishikawa y Kishō Taniyama. El elenco es el mismo de la serie original. El episodio debut fue estrenado el 4 de octubre de 2015 y fue transmitido por MBS, Tokyo MX, BSS1, RKK y SBS.

#### Lista de episodios
| #  | Título                                        | Estreno                 |
| -- | --------------------------------------------- | ----------------------- |
| 1  | «¡Comenzando la escuela!» «Nyūgaku!» (入学！) | 4 de octubre de 2015    |
| 2  | «¡Persiguiendo!» «Tsuiseki!» (追跡！)         | 8 de octubre de 2015    |
| 3  | «¡Balón prisionero!» «Tōkyū!» (闘球！)        | 18 de octubre de 2015   |
| 4  | «¡Limpieza!» «Seisō!» (清掃！)                | 25 de octubre de 2015   |
| 5  | «¡Estudiando duro!» «Mōben!» (猛勉！)         | 1 de noviembre de 2015  |
| 6  | «¡Carta de amor!» «Koibumi!» (恋文！)         | 8 de noviembre de 2015  |
| 7  | «¡Confrontación!» «Taiketsu!» (対決！)        | 15 de noviembre de 2015 |
| 8  | «¡Escalofrío!» «Kaidan!» (怪談！)             | 22 de noviembre de 2015 |
| 9  | «¡Dulce verano!» «Amanatsu!» (甘夏！)         | 29 de noviembre de 2015 |
| 10 | «¡Recomendación!» «Suisen!» (推薦！)          | 6 de diciembre de 2015  |
| 11 | «¡Despejado y soleado!» «Kaisei!» (快晴！)    | 13 de diciembre de 2015 |
| 12 | «¡Ataque!» «Shingeki!» (進撃！)               | 20 de diciembre de 2015 |

## Recepción
El primer tomo se posicionó en el puesto número cinco durante tres semanas en la lista de Mejores mangas del The New York Times.